# 曹清鵬
曹清鵬，是一位台湾（中华民国）裁判员。

## 生平
就讀南京中央國術體育專科學校，在校內擔任籃球隊隊長。是為中國國內最早的籃球裁判，並參與國內籃球裁判訓練，與選手進行培訓。曾策劃舉辦「第一屆威廉瓊斯盃國際籃球邀請賽」，此活動一直延續至今，每年舉辦。曾獲得「九四年度推廣學校體育特別奉獻獎」。
為紀念曹清鵬先生對籃球的貢獻，特別創立「清鵬盃」全國大專籃球錦標賽。

## 外部連結
- 教育部頒發推展學校體育有功人員　曹清鵬獲得特別貢獻獎